# چستر دیوید هارترانفت
چستر دیوید هارترانفت (انگلیسی: Chester David Hartranft; ۱۵ اکتبر ۱۸۳۹ – ۳۰ دسامبر ۱۹۱۴) استاد دانشگاه اهل ایالات متحده آمریکا بود.